# 18912 Kayfurman
18912 Kayfurman è un asteroide della fascia principale. Scoperto nel 2000, presenta un'orbita caratterizzata da un semiasse maggiore pari a 2,8136524 UA e da un'eccentricità di 0,1513384, inclinata di 8,98077° rispetto all'eclittica.